# Distrito de Feldbach
Feldbach es un distrito al sureste del estado de Estiria, Austria. Feldbach fusionó con el distrito de Radkersburg para formar el nuevo distrito de Südoststeiermark el 1 de enero de 2013.

## Municipios
Barrios, aldeas y otras subdivisiones del municipio se indican con letras pequeñas.
- Auersbach
  - Wetzelsdorf
- Aug-Radisch
  - Aug, Radisch
- Bad Gleichenberg
  - Gleichenberg Dorf, Klausen
- Bairisch Kölldorf
- Baumgarten bei Gnas
  - Badenbrunn, Wörth
- Breitenfeld an der Rittschein
  - Neustift bei Breitenfeld, Sankt Kind
- Edelsbach bei Feldbach
  - Kaag, Rohr an der Raab
- Edelstauden
- Eichkögl
  - Erbersdorf, Mitterfladnitz
- Fehring
  - Burgfeld, Höflach, Petersdorf, Petzelsdorf, Schiefer
- Feldbach
- Fladnitz im Raabtal
- Frannach
  - Manning, Oberlabill
- Frutten-Gießelsdorf
  - Frutten, Gießelsdorf, Hochstraden
- Glojach
- Gnas
  - Burgfried, Fischa, Höf, Obergnas, Pernreith
- Gniebing-Weißenbach
  - Gniebing, Oberweißenbach, Paurach, Unterweißenbach
- Gossendorf
  - Edersgraben, Höflach
- Grabersdorf
- Hatzendorf
  - Habegg, Oedgraben, Stang bei Hatzendorf, Tiefenbach, Unterhatzendorf
- Hohenbrugg-Weinberg
  - Hohenbrugg an der Raab, Weinberg an der Raab
- Jagerberg
  - Grasdorf, Hamet, Jahrbach, Lugitsch, Oberzirknitz, Pöllau, Ungerdorf, Unterzirknitz, Wetzelsdorf bei Jagerberg
- Johnsdorf-Brunn
  - Brunn, Johnsdorf
- Kapfenstein
  - Gutendorf, Haselbach, Kölldorf, Mahrensdorf, Neustift, Pichla
- Kirchbach in Steiermark
  - Glatzau, Kleinfrannach, Maierhofen, Tagensdorf, Ziprein
- Kirchberg an der Raab
  - Berndorf, Hof, Wörth bei Kirchberg an der Raab
- Kohlberg
- Kornberg bei Riegersburg
  - Bergl, Dörfl, Edelsgraben, Oberkornbach, Schützing
- Krusdorf
  - Grub
- Leitersdorf im Raabtal
- Lödersdorf
  - Lödersdorf I, Lödersdorf II
- Maierdorf
  - Hirsdorf, Katzelsdorf, Kinsdorf, Ludersdorf
- Merkendorf
  - Haag, Steinbach, Waldsberg, Wilhelmsdorf
- Mitterlabill
  - Unterlabill
- Mühldorf bei Feldbach
  - Obergiem, Oedt bei Feldbach, Petersdorf, Reiting, Untergiem
- Oberdorf am Hochegg
  - Radersdorf, Tiefernitz
- Oberstorcha
  - Reith, Unterstorcha
- Paldau
  - Axbach, Häusla, Pöllau, Puch, Saaz
- Perlsdorf
- Pertlstein
- Petersdorf
- Pirching am Traubenberg
  - Guggitzgraben, Kittenbach, Oberdorf, Rettenbach in Oststeiermark
- Poppendorf
  - Ebersdorf, Katzendorf
- Raabau
- Raning
  - Thien
- Riegersburg
  - Altenmarkt bei Riegersburg, Grub, Krennach, Lembach bei Riegersburg, Schweinz
- Sankt Anna am Aigen
  - Sichauf, Aigen, Jamm, Klapping, Plesch, Risola, Waltra
- Sankt Stefan im Rosental
  - Aschau, Dollrath, Frauenbach, Gigging, Höllgrund, Krottendorf im Saßtal, Lichendorf, Lichtenegg, Pölzengraben, Reichersdorf, Tagensdorf, Trössengraben
- Schwarzau im Schwarzautal
  - Maggau, Seibuttendorf
- Stainz bei Straden
  - Dirnbach, Karbach, Muggendorf, Sulzbach
- Studenzen
  - Siegersdorf
- Trautmannsdorf in Oststeiermark
  - Hofstätten, Trautmannsdorf in Oststeiermark
- Unterauersbach
  - Glatzental, Oberauersbach
- Unterlamm
  - Magland, Oberlamm
- Zerlach
  - Breitenbuch, Dörfla, Kittenbach, Maxendorf, Weißenbach

## Economía
La agricultura en el distrito de Feldbach es medida en términos de una "familia trabajadora" y es la mayor en toda Austria gracias a los suelos fértiles, las largas horas de sol y las excelentes posibilidades de plantaciones en los valles. El cultivo de frutas y vinos es extensivo en las pequeñas estructuras de la mayor parte de las granjas.
La mayor parte de sus industrias, comercios, sectores de la agricultura y el turismo, son de pequeño tamaño. Existen además, varias empresas de mediano tamaño en sectores como producción y comercio. Muy pocas compañías en Feldbach son propiedad de empresas multinacionales.